# Chorwacja w Konkursie Piosenki Eurowizji
Chorwacja bierze udział w Konkursie Piosenki Eurowizji od 1993. Od czasu pierwszego startu konkursem w Chorwacji zajmuje się nadawca Hrvatska radiotelevizija (HRT).
Najlepszym wynikiem kraju w konkursie jest drugie miejsce zajęte przez Baby Lasagna z piosenką „Rim Tim Tagi Dim” w finale konkursu w 2024.

## Historia Chorwacji w Konkursie Piosenki Eurowizji

### Do 1992
W latach 1961–1991 Chorwacja brała udział w konkursie jako część Jugosławii. Reprezentant kraju wybierany był przez finał Jugovizija, który dziesięciokrotnie został zwyciężony przez uczestnika z Chorwacji (w 1963, 1968, 1969, 1971, 1972, 1986, 1987, 1988, 1989 i 1990). W 1989 konkurs wygrał chorwacki zespół Riva, dzięki czemu konkurs w 1990 odbył się w Zagrzebiu.
Chorwacka telewizja chciała zadebiutować jako niepodległe państwo podczas Konkursie Piosenki Eurowizji w 1992. Reprezentantem kraju został Magazin z utworem „Hallelujah”. Zespół nie został dopuszczony do udziału w konkursie, ponieważ stacja HRT nie była wówczas aktywnym członkiem Europejskiej Unii Nadawców (EBU), głównego organizatora konkursu.

### Lata 90.
Chorwacja zadebiutowała w konkursie w 1993. Nadawca HRT zorganizował krajowe eliminacje o nazwie Dora 1993, za których pomocą wyłoniono reprezentanta kraju. Finał selekcji odbył się 28 lutego i wzięło w nim udział piętnastu uczestników, którymi zostali: Davor Borno, Nina, Alka i Sandi, K-2, Alter Ego, Neki To Vole Vruce, Put, Zorica Kondza, Academia, Ivo Amulic, Tony Cetinski, Maja Blagdan, Leteci Odred, Dorian i Drazen Zanko. Ostatecznie koncert finałowy, który prowadzili Sanja Doležal i Frano Lasic, wygrał zespół Put z piosenką „Don’t Ever Cry”, zdobywając łącznie 85 punktów w głosowaniu 11-osobowej komisji jurorskiej. Przed finałem Konkursu Piosenki Eurowizji EBU borykała się z dużą liczbą krajów chętnych do udziału w konkursie, co było spowodowane rozpadem bloku wschodniego oraz rozdzieleniem się Jugosławii na mniejsze państwa. Wprowadzono rundę kwalifikacyjną Kvalifikacija za Millstreet, w której wzięły udział kraje, które albo nigdy wcześniej nie uczestniczyły w konkursie, albo (jak w przypadku Jugosławii) nie uczestniczyły w stawce jako osobny naród. 3 kwietnia 1993 roku w Lublanie odbyły się eliminacje, w których wzięli udział reprezentanci Chorwacji, Bośni i Hercegowiny, Węgier, Słowenii, Słowacji i Estonii. Ostatecznie reprezentacja Chorwacji zajęła trzecie miejsce, dzięki czemu zdobyła możliwość wystąpienia w finale Konkursu Piosenki Eurowizji. Zajęła w nim 15. miejsce z 31 punktami na koncie.
W 1994 roku chorwacki nadawca wziął udział w 39. Konkursie Piosenki Eurowizji organizowanym w Dublinie, a reprezentanta ponownie wybrał za pomocą formatu Dora. 20 marca w hotelu Kvarner w Opatii odbył się finał eliminacji, w którym startowało 21 uczestników: Valentina, Oliver Dragojevic, Mladen Grdovic, Mucalo, Marina Tomasevic, Dani Marsan, Gabi, Nino Bosco, Vinko Coce, Nina Badrić, Zorica Kondza, Andeli, Neno Belan, Boris Novkovic, Matteo, Nada Rocco i Branko Blace, Pero Panjkovic, Romantic, Annamaria, Ivo Amulic, Tony Cetinski. Ostatecznie finał selekcji, prowadzony przez Danielę Trbovic i Mirko Fodora, wygrał Tony Cetinski z utworem „Nek’ ti bude ljubav sva”, zdobywając łącznie 77 punktów w głosowaniu 11-osobowej komisji jurorskiej. 30 kwietnia wystąpił w finale konkursu i zajął 16. miejsce z 27 punktami na koncie.
W 1995 stacja HRT wystartowała w 40. Konkursie Piosenki Eurowizji. Reprezentant kraju został wybrany za pośrednictwem koncertu Dora 1995, który odbył się 12 marca w hotelu Kvarner w Opatii. W eliminacjach wystąpiło dwudziestu uczestników: Venera, Battifiaca, Mucalo, Marinela Malic, Ivan Mikulić, Leteci Odred, Stare Staze, Latino, Boris Novkovic i Moonlight Cats, Romantic, Nina Badrić, Oliver Dragojevic, Zrinka, Bumerang, Julija, Davor Radolfi, Minea, Mira Simic, Srebrna Krila oraz Magazin i Lidija. Selekcje, ponownie prowadzone przez duet Daniela Trbovic i Mirko Fodor, wygrali zespół Magazin i Lidija z utworem „Nostalgija”, zdobywając za niego łącznie 150 punktów w głosowaniu 20-osobowej komisji jurorskiej. 13 maja zajęli szóste miejsce w finale konkursu, zdobywszy 91 punktów, w tym m.in. maksymalnych not 12 punktów od komisji jurorskich z Malty, Słowenii i Hiszpanii.
W 1996 stacja HRT potwierdziła udział w 41. Konkursie Piosenki Eurowizji organizowanym w Oslo. Reprezentant kraju ponownie został wybrany w konkursie Dora. Finał eliminacji, który prowadzili Daniela Trbovic i Ljudevit Grguric-Grga, odbył się 3 marca w hotelu Kvarner w Opatii. Do selekcji przystąpiło dwudziestu uczestników: Alen Vitasovic, Erwin, Novi Fosili, Leo, Srebrna Krila, Juci, Marinella Malic i Tutti Frutti, Massimo Savic, Branimir Mihaljevic, Giuliano, I. Bee i Rene Cooler, Renata Kos, Maja Blagdan, Divas, Jelena, Naim Ajra, Ivan Mikulić, Zrinka, Petar Graso i Sandra Sagena. Ostatecznie największe poparcie 20-osobowej komisji jurorskiej otrzymała Maja Blagdan, otrzymując łącznie 214 punktów za wykonanie utworu „Sveta ljubav”. 18 maja zajęła czwarte miejsce w finale, zdobywszy 98 punktów, uzyskując tym samym najwyższy wynik w historii udziału Chorwacji w konkursie.
W 1997 telewizja HRT znalazła się na liście uczestników 42. Konkursu Piosenki Eurowizji organizowanego w Dublinie. Przedstawiciel stacji po raz kolejny został wybrany podczas koncertu Dora, który odbył się 9 marca w hotelu Kvarner w Opatii. W finale selekcji, który poprowadził Ljudevit Grguric-Grga, wystąpiło dwudziestu kandydatów: Tajana, Ksenija, Oliver Dragojevic, Bay Bis, B.B., Magazin, Ivana Plechinger, E.N.I., Dona Ares, Petar Graso, Lidija Bajuk, Lana Cencic, Breskovic Brothers, Novi Fosili, Minea, Maja Blagdan, Leo, Drazen Zanko, Ivan Mikulić i Alen Nizetic. Pierwsze miejsce zajęła grupa E.N.I., która za utwór „Probudi me” dostała łącznie 170 punktów od 20-osobowej komisji jurorskiej. 3 maja zajęły 17. miejsce w finale, zdobywszy 24 punkty od jurorów.
W 1998 nadawca HRT potwierdził udział w 43. Konkursie Piosenki Eurowizji organizowanym w Birmingham. Reprezentant ponownie został wyłoniony w trakcie programu Dora, o którego wynikach decydowała 20-osobowa komisja jurorska oraz telewidzowie, z czego oceny jury stanowiły 20/21 ogólnego wyniku, a rezultat głosowania widzów – 1/21. Finał eliminacji odbył się 6 marca w hotelu Kvarner w Opatii, prowadzili go Daniela Trbovic i Ljudevit Grguric-Grga. Do rywalizacji stanęło 20 uczestników, którymi zostali: Valentina Brzovic, Zorica Kondza, Ready Cool, Stijene, Ena, Melani, Tina i Niksa, Branimir Mihaljevic, Colonia, Magazin, Ivan Mikulić, Marsell Benzon, Alen Nizetic, Andrea Cubric, Sanja Trumbic, Lana Cencic, Danijela, Zrinka i Goran, Novi Fosili i Azzurro. Ostatecznie największą liczbę 177 punktów otrzymała Danijela Martinović z utworem „Neka mi ne svane”. 9 maja wystąpiła jako pierwsza w kolejności w finale konkursu i ostatecznie zajęła piąte miejsce po zdobyciu łącznie 131 punktów, w tym maksymalnych not 12 punktów od Macedonii i Słowenii.
W 1999 stacja HRT znalazła się na liście uczestników 44. Konkursu Piosenki Eurowizji organizowanego w Jerozolimie. Reprezentant kraju został wybrany za pomocą konkursu Dora 1999, którego finał odbył się 7 marca w Jadran Film Studios w Zagrzebiu. W koncercie finałowym, który prowadzili Oliver Mlakar i Vlatka Pokos, wystąpiło 24 wykonawców: Teens, Kristina, Alen Nizetic, Andy, En Face, Giuliano, Josip Katalenic, Nikita, Magazin, Sanja Lukanovic, Turbo X, Goran Karan, Joy, Mandi, Marina Tomasevic, Dani Stipanicev, Branka Bliznac, Zrinka, Zorana Siljeg, Renata Sabljak, Doris, Mladen Grdovic, Minea i Petar Graso. Największe poparcie 20-osobowej komisji jurorskiej oraz telewidzów („21. jurora”) zdobyła Doris Dragović z utworem „Marija Magdalena”, za który otrzymała łącznie 207 punktów. 29 maja wystąpiła jako czwarta w kolejności w finale konkursu i zajęła czwarte miejsce po zdobyciu 118 punktów, w tym maksymalnych not 12 punktów ze Słowenii i Hiszpanii.

### Lata 2000–2009
W 2000 Chorwacja została ogłoszona jednym z uczestników 45. Konkursu Piosenki Eurowizji. Przedstawiciel kraju został wybrany podczas koncertu Dora 2000, który odbył się 19 lutego w hotelu Kvarner w Opatii. Koncert finałowy prowadzili Vlatka Pokos i Marko Rasica, a w konkursie wystąpiło 26 wykonawców: Zorana Siljeg, Boris Novković, Andrea, Izabela i Stijene, Dea, Alen Vitasovic, Tajna Veza, Giuliano, Josip Katalenic, Renata Sabljak, Tina i Niksa, Minea, Two much, Severina, Dogan Family, Cronika, Teens, Vanna, Vesna Pisarović, Goran Karan, Anita Horvatic, Alen Nizetic, Jozefina i Trio Rio, Putokazi, Joy i Vesna Ivic. Zwycięzcę ponownie wybrało 20 jurorów oraz telewidzowie. Największą liczbę 172 punktów zdobył Goran Karan z utworem „Kad zaspu anđeli”, dzięki czemu został ogłoszony reprezentantem Chorwacji w Konkursie Piosenki Eurowizji organizowanym w Sztokholmie. 13 maja wystąpił w finale konkursu i zajął dziewiąte miejsce z dorobkiem 70 punktów.
W 2001 stacja wzięła udział w finale 46. Konkursu Piosenki Eurowizji organizowanego w Kopenhadze. Reprezentant kraju został wyłoniony za pomocą konkursu Dora 2001, który odbył się 4 marca w studiu telewizji HRT w Zagrzebiu. W koncercie, który prowadzili Bojana Gregoric i Dusko Curlic, wystąpiło dwudziestu uczestników: Petar Graso, Branimir Mihaljevic, Tereza Kesovija, Vesna Pisarović, Mirjana Pospiš, Bruno Krajcar, Perle, Putokazi, Novi Fosili, Vanna, Josip Katalenic, Vladimir Kocis-Zec, Zdenka Kovacicek, Maja Suput, Dado Topic, Branka Delic, Plava Trava Zaborava, Ksenia, Tony Cetinski oraz Adalbert Turner-Juci i Emilia Kokic. Tym razem o wynikach finału zdecydowali: pięcioosobowa, regionalna komisja jurorska, telewidzowie podzieleni na cztery regiony, internauci w głosowaniu internetowym oraz panel ekspertów. Po zsumowaniu wszystkich głosów największą ich liczbę (100) otrzymała Vanna z piosenką „Strune ljubavi”. 12 maja wystąpiła w finale konkursu z anglojęzyczną wersją piosenki – „Strings of My Heart”, z którą zajęła 10. miejsce, zdobywszy 42 punkty.
W 2002 stacja HRT wystąpiła w finale 47. Konkursu Piosenki Eurowizji organizowanego w Tallinnie. Reprezentantem kraju został zwycięzca formatu Dora, którego finał odbył się 10 marca w Zagreb Fair. Podobnie jak przed rokiem, o wynikach zdecydowała pięcioosobowa, regionalna komisja jurorska, telewidzowie podzieleni na cztery regiony, internauci w głosowaniu internetowym oraz panel ekspertów. Do rywalizacji stanęło 20 uczestników: Ivan Mikulić, Petar Dragojevic, Adalbert Turner-Juci, Zak, Najbolji Hrvatski Tamburasi, Alen Lazaric, Branimir Mihaljevic, Grupa 4’ 33”, Davor Radolfi, Jacques Houdek, Zdenka Kovacicek, Tihana Sabati, Goran Karan, Perle, Boris Novković, Joy, Vesna Pisarović, Mladen Burnac, Alen Vitasovic oraz Davor Tolja i Leonida Buric. Największą liczbę 130 punktów otrzymała Vesna Pisarović z utworem „Sasvim sigurna”. Podczas finału jeden z jurorów niepoprawnie podał swoje punkty, a po naniesieniu poprawek okazało się, że Vesna Pisarović otrzymała dodatkowe 12 punktów, a Alen Vitasovic – 10 punktów, natomiast zespół Joy stracił 12 punktów, a Mladen Burnac – 10. 25 maja wystąpiła w finale Konkursu Piosenki Eurowizji z anglojęzyczną wersją piosenki „Sasvim sigurna”, czyli „Everything I Want”, i zajęła 11. miejsce zdobywając 44 punktów, w tym maksymalnej noty 12 punktów ze Słowenii.
W 2003 telewizja HRT wystartowała w 48. Konkursie Piosenki Eurowizji organizowanym w Rydze. Reprezentant kraju został wybrany podczas koncertu Dora 2003, do którego zakwalifikowano 24 uczestników. Zostali nimi: Ani, Alan Hrzica, Izabela Martinovic, Tonka, Kavasaki 3p, Claudia, Alenka Milano, Tina i Niksa, Jelena Radan, Maja Šuput i EnJoy, Alen Vitasovic, Maja Blagdan, Luka Nizetić, Gina Kuljanic, Ivan Brdar, Andrea Cubric, Viva, Zvonimir Divic, Karma, Ivana Kindl, Jacques Houdek, Emilija Kokic, Nina Badrić i Giuliano. Telewizja po raz pierwszy zorganizowała półfinały eliminacji, które odbyły się 7 i 8 marca na Letniej Scenie (Summer Stage) w Opatii. W każdej z rund wystąpiło po 12 uczestników, a po sześciu z nich zdobywało awans do finału; pierwszy koncert półfinałowy poprowadzili Ljiljana Vinkovic i Mirko Fodor, a drugi – Karmela Vukov-Colic i Davor Mestrovic. Do finału, rozgrywanego 9 marca, zakwalifikowali się: Luka Nizetic, Alen Vitasovic, Kavasaki 3p, acques Houdek, Gina Kuljanic, Tina i Niksa, Maja Blagdan, Giuliano, Nina Badrić, Claudia, Maja Šuput i EnJoy, Karma. Finał, który prowadzili Dusko Curlic i Danijela Trbovic-Vlajki, wygrała Claudia Beni z utworem „Više nisam tvoja”, który otrzymał największe poparcie telewidzów. 24 maja zajęła 15. miejsce w finale konkursu.
W 2004 stacja HRT znalazła się na liście uczestników 49. Konkursu Piosenki Eurowizji. Jej reprezentantem został zwycięzca konkursu Dora 2004. Podobnie jak przed rokiem, do selekcji zakwalifikowano 24 kandydatów, którymi zostali: Chanté, Sandra, Angie, Azzurro, Renata Holi, Karma, Andrea Cubric, Andrea, Mladen Grdovic, Alen Nizetic, Merita’s i Massimo, Jacques Houdek, Rivers, Petra Kosalec, Vladimir Bodegrajac, Magnetic, Tina Vukov i Matija Dedic Trio, Ivana Kindl, Ina, P’eggy, Lana, En Face, Ibrica Jusic oraz Ivan Mikulić. Zostali oni podzieleni na dwa koncerty półfinałowe, które odbyły się 12 i 13 maja w hotelu Kvarner w Opatii. Pierwszy półfinał prowadzili Dusko Curlic i Tihana Zrnic, a w drugim prezenterowi towarzyszyła Barbara Radulovic. Do organizowanego 14 marca finału Dora 2004 awansowało po sześciu półfinalistów, którymi zostali: Magnetic, Petra Kosalec, Alen Nizetic, Merita’s i Massimo, Ivana Kindl, Mladen Grdovic, Ibrica Jusic, Lana, Andrea, Karma, Jacques Houdek i Ivan Mikulić. W koncercie finałowym, który prowadzili Dusko Curlic, Tihana Zrnic i Barbara Radulovic, zwyciężył Ivan Mikulić z utworem „Daješ mi krila”, za który otrzymał łącznie 71 punktów w głosowaniu telewidzów (telefonicznym i SMS-owym). Po finale selekcji ogłosił, że na Eurowizji zaśpiewa anglojęzyczną wersję piosenki – „You Are the Only One”. W związku ze zwiększającą się liczbą krajów chętnych do udziału w Konkursie Piosenki Eurowizji, w 2004 roku organizowanym w Stambule, EBU zdecydowała się na organizację koncertu półfinałowego. Z występu w półfinale zwolnione były kraje tzw. „Wielkiej Czwórki” (tj. Niemcy, Wielka Brytania, Francja i Hiszpania) oraz państwa, których reprezentanci rok wcześniej zajęli miejsce w pierwszej dziesiątce finałowej. Tym samym Ivan Mikulić wystąpił w półfinale konkursu, który rozegrał się 12 maja i z dziewiątego miejsca awansował do finału. W finale, organizowanym 15 maja, reprezentant Chorwacji zajął dwunaste miejsce z 50 punktami na koncie.
W 2005 nadawca HRT znalazł się na liście uczestników 50. Konkursu Piosenki Eurowizji organizowanego w Kijowie. Do udziału w selekcjach Dora 2005 zostało dopuszczonych dwudziestu uczestników, którymi zostali: 4 asa, Andrea, Boris Novković (z Chorwackim Narodowym Zespołem Ludowym „Lado”), Danijela, E.T., Emina Arapovic, Giuliano, Goran Karan, Ibrica, Ivana Kindl, Ivana Radovnikovic, Jacques Houdek, Luka Nizetic i Klapa Nostalgija, Magazin, Neno Belan i Fiumens, Ricardo, Saša Tin Kedzo, Songkillers, Vesna Pisarović i Zanamari. Po raz pierwszy chorwacka stacja zorganizowała rundę ćwierćfinałową. Konkursowe piosenki zostały zaprezentowane podczas dziesięciu wydań programu telewizyjnego, który emitowanego w dniach 7–18 lutego. Od 21 do 24 lutego wyemitowano kolejne cztery programy, podczas których jurorzy i telewidzowie (w stosunku głosów 50:50) wyselekcjonowali 18 półfinalistów, których nazwiska ogłoszono 25 lutego. Do udziału w półfinale Dory 2005 zakwalifikowali się: Vesna Pisarović, Goran Karan, Ivana Kindl, 4 asa, Giuliano, Ivana Radovnikovic, Jacques Houdek, Magazin, Luka Nizetic i Klapa Nostalgija, Zanamari, Ricardo, Emina Arapovic, Ibrica, Danijela, Saša Tin Kedzo, Neno Belan i Fiumens, Andrea i Boris Novković z zespołem. Zostali oni podzieleni na dwa półfinały, które odbyły się 3 i 4 marca w studiu HRT TV w Zagrzebiu. Z każdego z nich do finału awansowało po siedmiu uczestników, którzy zmierzyli się ze sobą w finale organizowanym 5 marca. Ostatecznie o reprezentowanie Chorwacji w Konkursie Piosenki Eurowizji zawalczyli: Ibrica, Emina Arapovic, Zanamari, Vesna Pisarović, 4 asa, Ivana Radovnikovic, Jacques Houdek, Andrea, Goran Karan, Saša Tin Kedzo, Danijela, Luka Nizetic i Klapa Nostalgija, Boris Novković (z gościnnym udziałem Chorwackiego Narodowego Zespołu Ludowego „Lado”) oraz Magazin. Największe poparcie jurorów i widzów otrzymał Boris Novković, który wygrał selekcję z utworem „Vukovi umiru sami”. Wszystkie koncerty eliminacyjne prowadzili Duško Curlic i Robert Ferlin. 19 maja wystąpili w półfinale konkursu i z czwartego miejsca awansowali do sobotniego finału, w którym zajęli 11. miejsce z dorobkiem 115 punktów, w tym maksymalnych not 12 punktów z Bośni i Hercegowiny oraz Słowenii.
W 2006 stacja HRT wystąpiła w 51. Konkursie Piosenki Eurowizji organizowanym w Atenach. Reprezentant Chorwacji został wybrany za pośrednictwem eliminacji Dora 2006. Zakwalifikowano do nich 32 uczestników, którymi zostali: Maja Šuput, Magnetic, Minea, Tina Vukov, En Face, Andrea Cubric, Sandi Cenov i Mirela Bunoza, Emina Arapovic, Angels, Marija Husar, Lana Jurcevic, Massimo, Ivana Banfic, Petar Grašo, Magazin, Danijela Martinović, Claudia Beni, Ðani Stipanicev, Raspashow, Rivers, Tina i Nikša, Jacques Houdek, Alen Vitasovic, Vlatka Pokos, Kraljevi ulice, Žanamari, Kristina, Latino, Karma, Jelena Rozga, Ibrica Jusic i Severina Vučković. Uczestnicy zostali podzieleni na dwa półfinały, które odbyły się 2 i 3 marca w hotelu Kvarner w Opatii, a o wynikach zdecydowali jurorzy i telewidzowie w stosunku głosów 50:50. Do finału Dora 2006, który odbył się 4 marca, awansowali: Angels, Jacques Houdek, Magazin, Alen Vitasovic, Raspashow, Danijela Martinovic, Ibrica Jusic, Karma, Tina Vukov, Petar Grašo, Lana Jurcevic, Severina, Jelena Rozga, Massimo, Ivana Banfic i Kraljevi ulice. Głosami jurorów i telewidzów w konkursie zwyciężyła Severina Vučković z utworem „Moja štikla”, za który otrzymała łącznie 30 punktów. Wszystkie koncerty prowadzili Duško Curlic, Mirko Fodor, Emilija Kokic (pierwszy półfinał) i Vesna Pisarović (drugi półfinał). Dzięki zajęciu miejsca w pierwszej jedenastce przez Novkovicia w finale konkursu w 2005, Vučković nie musiała brać udziału w półfinale Konkursu Piosenki Eurowizji. 20 maja zajęła 12. miejsce w finale, zdobywszy 56 punktów, w tym maksymalną notę 12 punktów z Bośni i Hercegowiny.

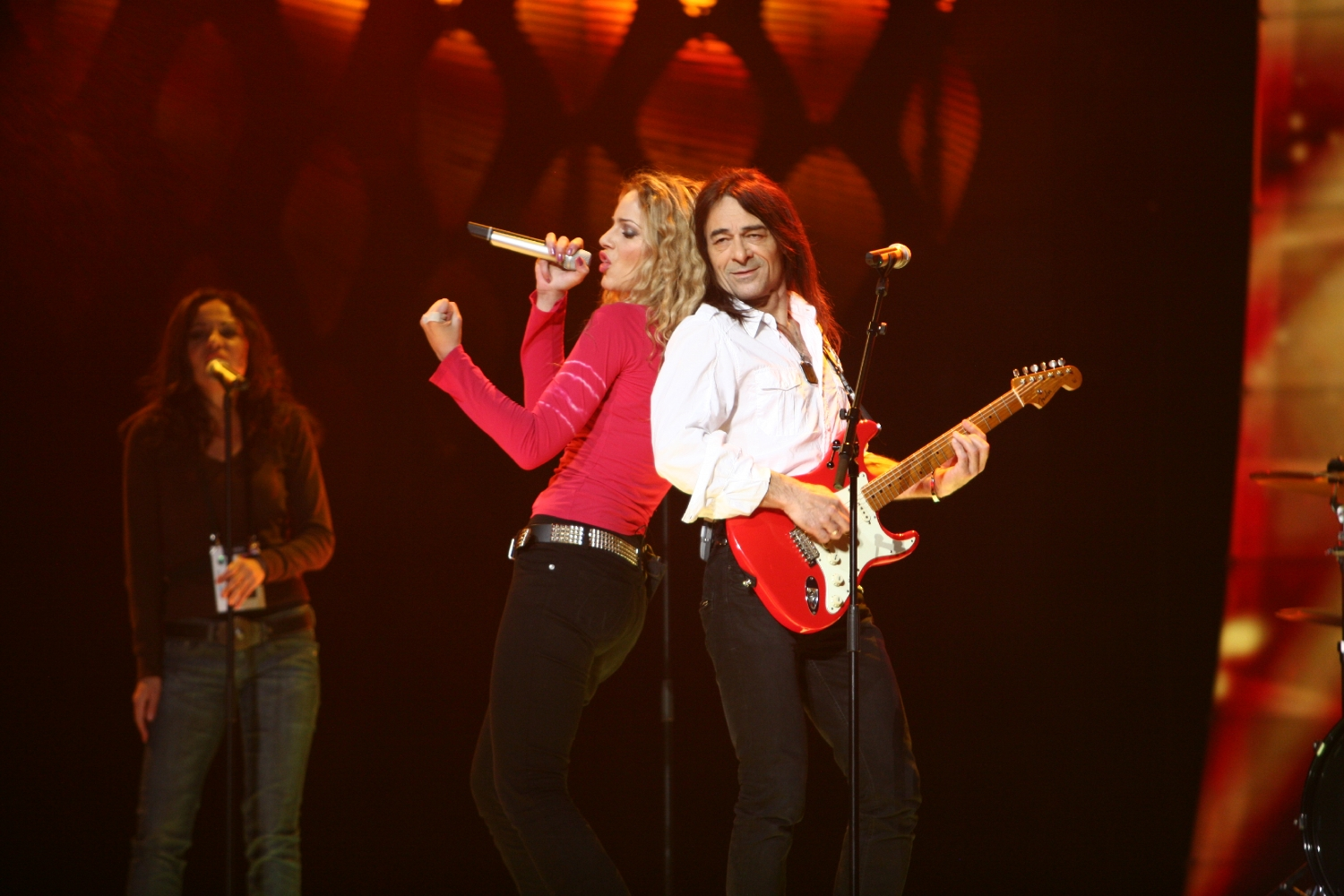
Dragonfly i Dado Topić podczas występu w 52. Konkursie Piosenki Eurowizji w Helsinkach, maj 2007

W 2007 kanał HRT wystąpił w 52. Konkursie Piosenki Eurowizji. Podobnie jak przed rokiem, do udziału w selekcjach Dora zakwalifikowano 32 uczestników, którymi zostali: Angels, Alen Vitasovic, Ivana Radovnikovic, Ibrica Jusic, Ayra, Luka Nižetic, Klapa Maslina, Marko Tolja, Feminnem, Esmeralda Kresina, Lana Klingor, Kraljevi ulice i Sandra Bagaric, Milan Terze, Dragonfly (feat. Dado Topić), Vivien Galletta i Voljen Grbac, Giuliano, Barbara Munjas, Raspashow, Žanamari, Kemal Monteno, Livio Morosin i Miroslav Evacic, Antonija Šola, Ness, Trio Fantasticus, Valentina Bralo, Danijela Pintaric, Sabrina, Jelena Rozga, Brentini, Tina Vukov, The Sick Swing Orchestra, oraz Anja Šovagovic i Galiano Pahor. Wykonawcy zostali podzieleni na dwa półfinały, które odbyły się 1 i 2 marca w hotelu Kvarner w Opatii. O wynikach zdecydowali jurorzy i widzowie w stosunku głosów 50:50, którzy do finału zakwalifikowali po ośmiu półfinalistów z każdej grupy. 3 marca 2007 odbył się finał selekcji Dora 2007, w którym wystąpili: Lana Klingor, Marko Tolja, The Sick Swing Orchestra, Kemal Monteno, Feminnem, Giuliano, Livio Morosin i Miroslav Evacic, Anja Šovagovic i Galiano Pahor, Luka Nižetic, Tina Vukov, Jelena Rozga, Trio Fantasticus, Kraljevi Ulice i Sandra Bagaric, Dragonfly (feat. Dado Topić), Danijela Pintaric i Klapa Maslina. Największe poparcie jurorów (1. miejsce) i telewidzów (2. miejsce) otrzymał zespół Dragonfly (w składzie: Drago Vidaković, Branko Kuznar, Branko Badnjak i Iva Gluhak) z piosenką „Vjerujem u ljubav”, którą nagrali razem z Dado Topiciem. W skład eurowizyjnej delegacji chorwackiej, poza reprezentantami, weszli także: Igor CC Kelčec (odpowiedzialny za komunikację z mediami), Ivona Brnelić (odpowiedzialna za choreografię) i Zoran Mrvoą (stylista, który stworzył stroje dla reprezentantów). 10 maja Dragonfly wraz z Dado Topićem wystąpili w półfinale Konkursu Piosenki Eurowizji, organizowanego w Helsinkach, i zajęli 16. miejsce, przez co nie awansowali do finału. Tym samym kraj po raz pierwszy nie wystąpił w rundzie finałowej od czasu debiutu w 1993 roku. Po finale konkursu reprezentanci Chorwacji zrzucili winę za niepowodzenie na HRT. W jednym z wywiadów Topić wyznał: Nie można było spodziewać się dobrego rezultatu przy tak słabej organizacji. Piosenkarz dodał, że nagranie eurowizyjnej wersji piosenki „Vjerujem u ljubav” trwało zaledwie 27 minut, ponieważ „pobyt artysty w studiu nagraniowym opłaciła HRT”. To było powodem nienagrania anglojęzycznej wersji utworu „Vjerujem u ljubav”, którą chciała zaprezentować na scenie reprezentacja kraju.

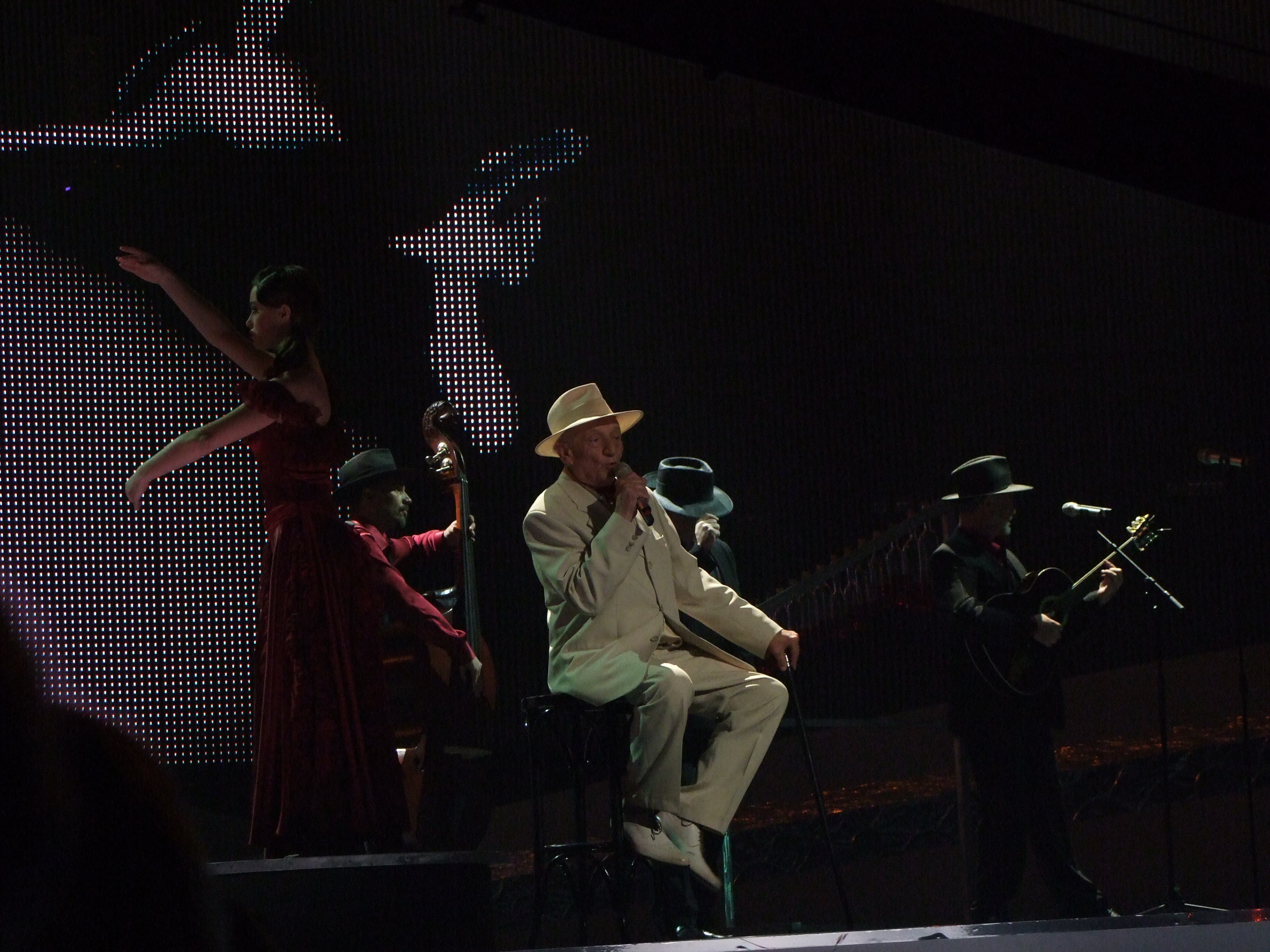
Kraljevi ulice i 75 Cents podczas występu w 53. Konkursie Piosenki Eurowizji w Moskwie, maj 2008

Chorwacki nadawca potwierdził udział w 53. Konkursie Piosenki Eurowizji, a swojego reprezentanta znów wybrał za pośrednictwem formatu Dora. 22 lutego w hotelu Kvarner w Opatii odbył się półfinał selekcji, w którym wystąpiło czternastu uczestników: Bonaca i Nera, Antonija Šola, Ivo Gamulin Gianni, Ibrica Jusic, Martina, Zorica Kondža, Vlatka Grakalic, Ivana Radovnikovic, Mor Roll, Danijela Pintaric, Ðani Stipanicev, Kraljevi ulice i 75 Cents, Maja Šuput i Emilija Kokic. Głosami telewidzów do finału awansowało sześciu z nich: Bonaca i Nera, Antonija Šola, Ivo Gamulin Gianni, Kraljevi ulice i 75 Cents, Maja Šuput i Emilija Kokic. 23 lutego odbył się finał Dora 2008, który poprowadzili Duško Curlic, Mirko Fodor, Nikolina Pisek i Lana Jurcevic. Wystąpiło w nim sześciu półfinalistów oraz dziewięciu artystów, którzy mieli zagwarantowany udział w finale: Dye And The Colors, Hari Roncevic, Prva Liga i Druge, Tamara Obrovac, Pero Galic, Alen Islamovic, Maja Blagdan, Giuliano (feat. Viva) i Ivana Banfic. Po zliczeniu głosów jurorów i telewidzów pierwsze miejsce zajęli ex aequo zespół Kraljevi ulice i 75 Cents oraz Antonija Šola. Ostatecznie, zgodnie z zapisem regulaminowym, prawo reprezentowania Chorwacji w Konkursie Piosenki Eurowizji organizowanym w Belgradzie zdobyli zwycięzcy głosowania jurorów, czyli Kraljevi ulice i 75 Cents z utworem „Romanca”. W 2008 EBU po raz pierwszy zorganizowała dwa koncerty półfinałowe Konkursu Piosenki Eurowizji. Reprezentanci Chorwacji wystąpili w drugim półfinale, który odbył się 22 maja, i z czwartego miejsca awansowali do sobotniego finału. Zajęli w nim 21. miejsce z dorobkiem 44 punktów.
W 2009 telewizja HRT wzięła udział w 54. Konkursie Piosenki Eurowizji. Przedstawiciel stacji został wybrany w eliminacjach Dora 2009. W półfinale selekcji, które odbyły się 27 lutego w hotelu Kvarner w Opatii, wystąpiło czternastu uczestników: Sandra Bagaric, Maja Vucić, Ricardo Luque i Maja Vasilj, Alen Vitasovic i Lela Kaplowitz, Sane, Tomislav Bralic i Klapa Intrade, Dražen Žanko, Marta Kuliš, Jelena Radan, Mario Battifiaca, Cager Zoc i Papak Dance Company, Marko Tolja, Ivo Gamulin Gianni, Feminnem. Głosami telewidzów, do finału awansowało sześciu z nich: Tomislav Bralic i Klapa Intrade, Dražen Žanko, Mario Battifiaca, Cager Zoc i Papak Dance Company, Ivo Gamulin Gianni i Feminnem. 28 lutego odbył się finał Dora 2009, który poprowadzili Duško Curlic, Mirko Fodor, Nikolina Pisek i Lana Jurcevic. Wystąpiło w nim sześciu półfinalistów oraz dziesięciu artystów, którzy mieli zagwarantowany udział w finale: Ana Bebic, Hari Roncevic i Kvartet Bravo, Ruswaj, Mijo Lešina, Franka, Viva, Denis Dumancic, Danijela Pintaric, Igor Cukrov i Aria. Ostatecznie największe poparcie jurorów i widzów zdobył Igor Cukrov z piosenką „Lijepa Tena”. Później ogłoszono, że wraz z piosenkarzem Chorwację w Konkursie Piosenki Eurowizji, organizowanym w Moskwie, będzie reprezentowała Andrea Šušnjara. 14 maja 2009 Igor Cukrov i Andrea Šušnjara wystąpili w drugim półfinale konkursu. Zajęli w 13. miejsce i awansowali do finału dzięki głosowaniu jurorów, którzy wybierali dziesiątego finalistę. W finale, który odbył się 16 maja, zajęli 18. miejsce po zdobyciu 45 punktów, w tym maksymalnej noty 12 punktów z Bośni i Hercegowiny.

### Lata 2010–2019

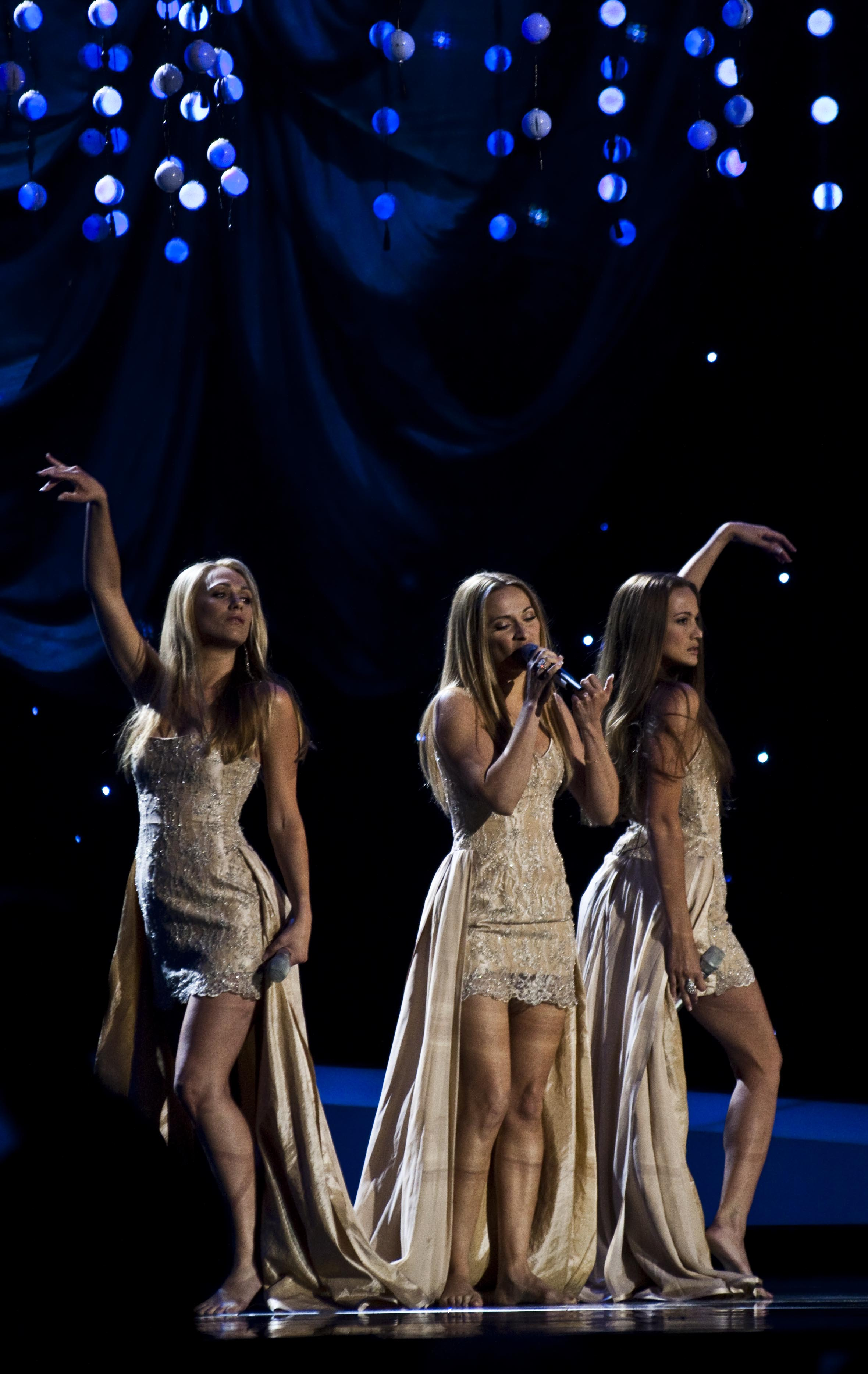
Feminnem podczas występu w 55. Konkursie Piosenki Eurowizji w Oslo, maj 2010

W 2010 stacja HRT wzięła udział w 55. Konkursie Piosenki Eurowizji organizowanym w Oslo. Reprezentant Chorwacji został wyłoniony dzięki formatowi Dora 2010. 5 marca w hotelu Kvarner w Opatii odbył się półfinał selekcji, w którym wystąpiło szesnastu uczestników: Feminnem, Mijo Lešina, Valungari, Martina Vrbos, Betty Belle, Teška Industrija, Nikola Marjanovic, Klapa Iskon, Carla Belovari, Dražen Žanko, Filip Dizdar, Swing Mamas, Rivers, Doris Teur, Franko Krajcar i Indivia oraz Giuliano. Głosami telewidzów, do finału awansowało ośmiu z nich: Feminnem, Valungari, Klapa Iskon, Carla Belovari, Swing Mamas, Doris Teur, Franko Krajcar i Indivia oraz Giuliano. 6 marca rozegrano finał selekcji Dora 2010. Wystąpiło w nim ośmiu półfinalistów oraz ośmiu artystów, którzy mieli zagwarantowany udział w finale: Sabrina, Viva, Marta Kuliš, Tihomir Kožina, Alibi, Dani Stipanicev, Franka Batelic oraz Žiga i ŽVS Druge. Głosami jurorów i telewidzów eliminacje wygrało trio Feminnem z piosenką „Lako je sve”. Koncerty poprowadzili Mirko Fodor i Duško Curlic oraz Nevena Rendeli (półfinał) i Mila Horvat (finał). 27 maja 2010 reprezentantki wystąpiły w drugim półfinale Konkursu Piosenki Eurowizji i zajęły 13. miejsce z 33 punktami na koncie, przez co nie awansowały do finału.
W 2011 stacja HRT znalazła się na liście uczestników 56. Konkursu Piosenki Eurowizji. Tym razem telewizja zorganizowała wieloetapowe eliminacje pod nazwą Dora. Do selekcji zakwalifikowanych zostało 24 wykonawców, którymi zostali: Damir Kedžo, Ivana Brkašic, Artemija Stanic, Miro Tomic, Mila Soldatic, Tina Vukov, Mario Sambrailo, Sabrina Hebiri, Dora Benc, Jelena Vanjek, Valentina Briški, Jacques Houdek, Renata Holi, Mijo Lešina, Manuela Svorcan, Daria Kinzer, Doris Teur, Diana „Didy” Herakovic, Mirko „Žiga” Švenda, Katica Marinovic, Ana Eškinja, Marija Rubcic, Filip Dizdar i Saša Lozar. Uczestnicy zostali podzieleni na dwie grupy; pierwsza z nich zaprezentowała się przez telewidzami 22 stycznia, a druga – 29 stycznia. Głosami widzów, do kolejnej rundy awansowali: Mirko „Žiga” Švenda, Doris Teur, Saša Lozar, Dora Benc, Sabrina Hebiri, Miro Tomic, Jacques Houdek, Katica Marinovic, Jelena Vanjek i Ana Eškinja, a także Tina Vukov i Daria Kinzer, które otrzymały tzw. „dzikie karty” w głosowaniu telewidzów. W kolejnych tygodniach odbywały się kolejne cztery etapy selekcji, a do finału dostała się dwoje z nich: Jacques Houdek i Daria Kinzer. W finale Dora 2011, który odbył się 5 marca 2011 roku, piosenkarze wykonali po trzy piosenki: „Još ima nas”, „Lahor” i „Stotinama godina”. W pierwszej rundzie głosowania telewidzowie i jurorzy wybrali swój ulubiony utwór wykonany przez danego wykonawcę; ostatecznie w obu przypadkach była to piosenka „Lahor”. W drugim etapie widzowie głosowali na wykonawcę, którym została Daria Kinzer. Po ogłoszeniu wyników nowo wybrana reprezentantka Chorwacji w Konkursie Piosenki Eurowizji zaśpiewała anglojęzyczną wersję piosenki – „Break a Leg”, którą napisali specjalnie na potrzeby eliminacji. Po finale Dora 2011 Boris Đurđević, kompozytor utworu, poinformował, że tekst piosenki zostanie zmieniony. 10 marca ogłoszono, że nowa wersja będzie nosiła tytuł „Celebrate”. 10 maja 2011 roku Daria Kinzer wystąpiła w pierwszym półfinale Konkursu Piosenki Eurowizji organizowanego w Düsseldorfie. Zdobyła 41 punktów, co przełożyło się na 15. miejsce i brak awansu do finału. Podczas występu na scenie towarzyszył jej chórek Rivers oraz rosyjski iluzjonista, Siergiej Woroncow. Po zakończeniu półfinału Kinzer wyznała, że „nie ma sobie nic do zarzucenia”, bo razem z całą delegacją była „świetnie przygotowana i skoncentrowana podczas występu”.

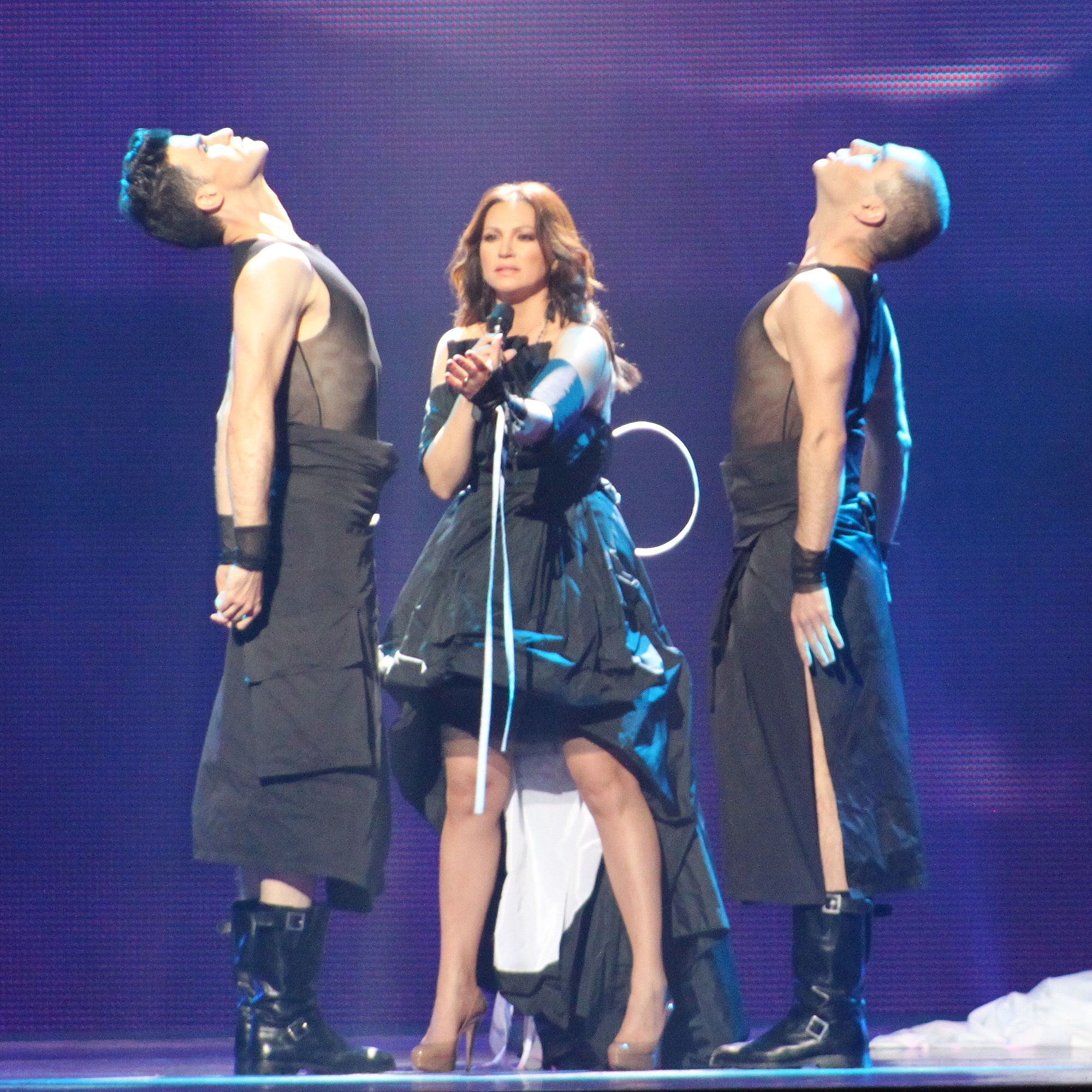
Nina Badrić podczas występu w 57. Konkursie Piosenki Eurowizji w Baku, maj 2012

W listopadzie 2012 stacja HRT ogłosiła, że reprezentant Chorwacji podczas 57. Konkursu Piosenki Eurowizji po raz pierwszy zostanie wybrany wewnętrznie przez nadawcę, a nie za pośrednictwem formatu Dora. 10 stycznia poinformowano, że do Baku pojedzie Nina Badrić. 18 lutego w programie Dora 2012 – Idemo na Eurosong s Ninom artystka premierowo zaprezentowała swój konkursowy utwór – „Nebo”. 24 maja zajęła 12. miejsce w półfinale, zdobywszy 42 punkty, przez co nie zakwalifikowała się do finału.

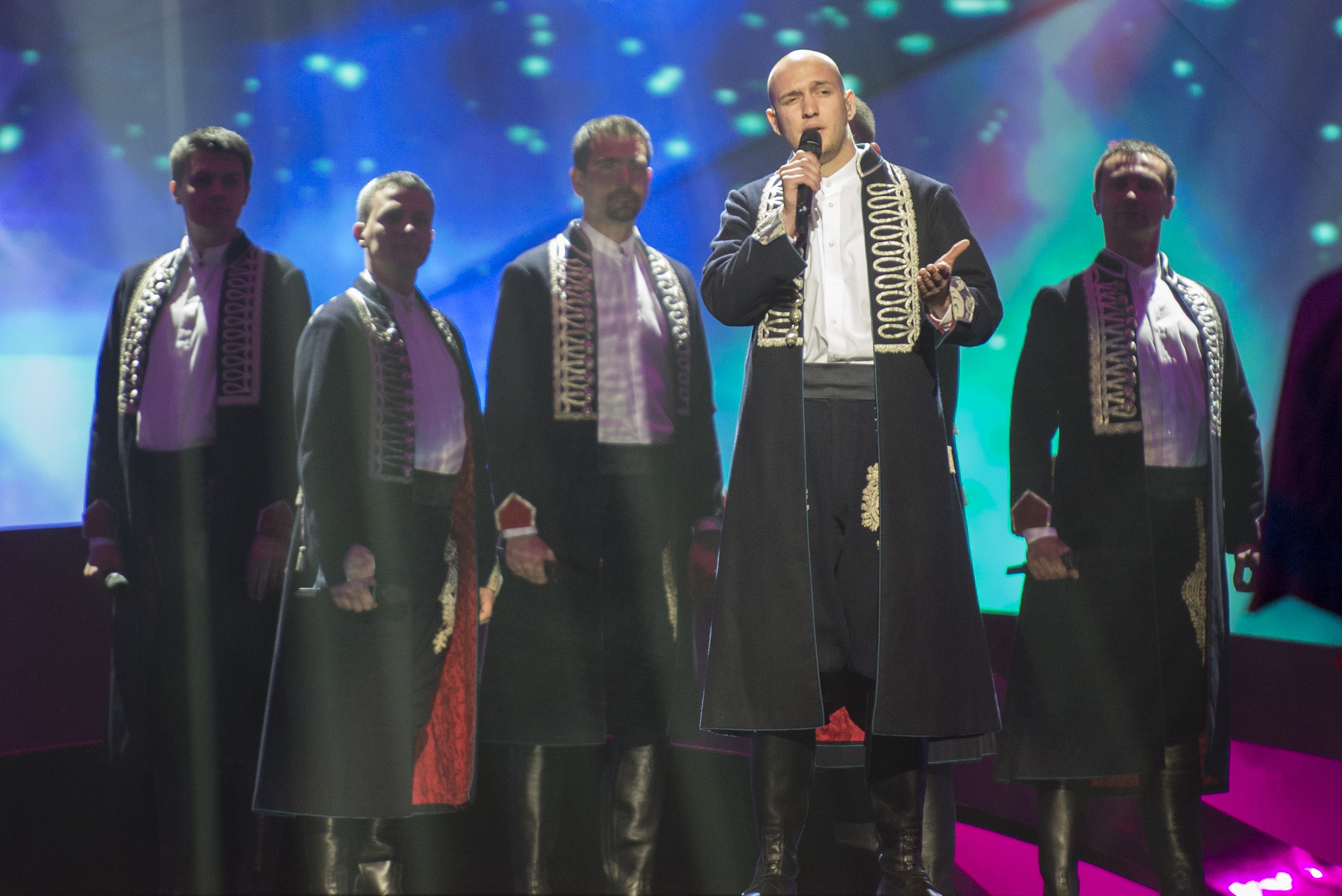
Klapa s Mora podczas występu w 58. Konkursie Piosenki Eurowizji w Malmö, maj 2013

17 stycznia 2013 ogłoszono, że podczas 58. Konkursu Piosenki Eurowizji zostanie wykonana piosenka „Mižerja”, którą napisał Goran Topolovic. 11 lutego pojawiła się informacja odnośnie do nazwy zespołu, która wykona utwór na festiwalu. Piosenkę wykonała grupa o wstępnej nazwie Super Klapa, w której skład weszli: Marko Skugor, Ante Galić, Niksa Antica, Leon Bataljaku, Ivica Vlaić i Bojan Kavedžija. 27 lutego ogłoszono zmianę nazwy zespołu na Klapa s Mora. 14 maja wystąpili w pierwszym półfinale Konkursu Piosenki Eurowizji organizowanego w Malmö i zajęli 13. miejsce, przez co nie awansowali do finału.

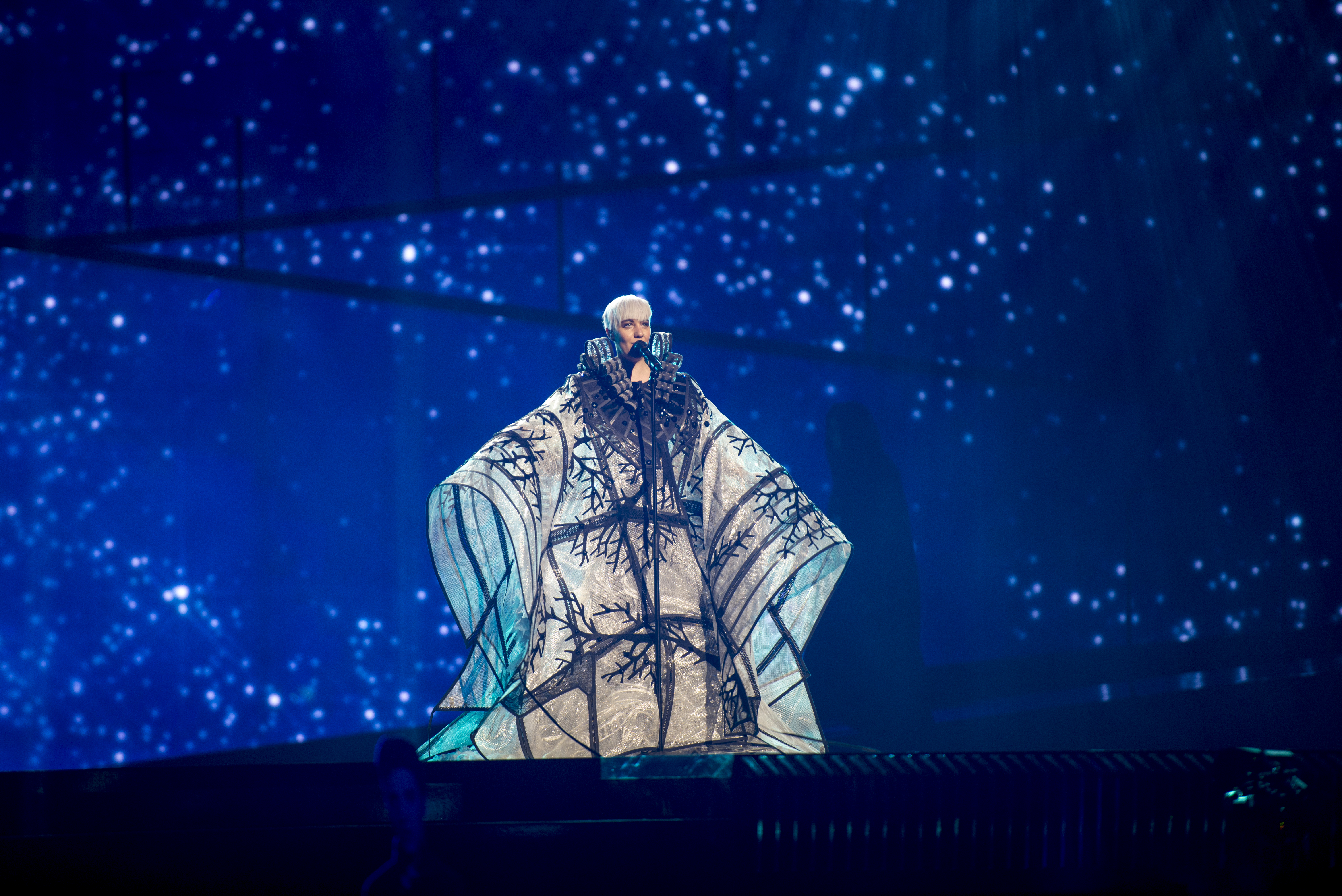
Nina Kraljić podczas występu w 61. Konkursie Piosenki Eurowizji w Sztokholmie, maj 2016

W 2014 stacja HRT ogłosiła, że nie weźmie udziału w 59. Konkursie Piosenki Eurowizji organizowanym w Kopenhadze. Nadawca nie wysłał swojego reprezentanta także na konkurs w 2015. 26 listopada 2015 ogłoszono, że Chorwacja wyśle reprezentanta na 61. Konkurs Piosenki Eurowizji organizowany w Sztokholmie w 2016. Stacja zdecydowała się na wybór wewnętrzny przedstawiciela, którym została Nina Kraljić z piosenką „Lighthouse”. 10 maja wystąpiła w pierwszym półfinale Konkursu Piosenki Eurowizji i z dziesiątego miejsca awansowała do finału, rozgrywanego 14 maja. Zajęła w nim 23. miejsce z 73 punktami na koncie, w tym 33 pkt od telewidzów (19. miejsce) i 40 pkt od jurorów (22. miejsce). Po konkursie otrzymała tytuł najgorzej ubranego uczestnika konkursu, przyznawany w plebiscycie internetowym. Podczas występu piosenkarka miała na sobie suknię projektu Juraja Zigmana.
We wrześniu 2016 stacja HRT potwierdziła udział w 62. Konkursie Piosenki Eurowizji organizowanym w Kijowie. W lutym 2017 roku ogłoszono, że reprezentantem kraju będzie Jacques Houdek z utworem „My Friend”.
11 maja Jacques wystąpił w drugim półfinale i z ósmego miejsca awansował do sobotniego finału. Houdek wystąpił jako 13 w kolejności i zajął 13. miejsce z 128 punktami na koncie, w tym 103 pkt od telewidzów (9. miejsce) i 25 pkt od jurorów (22. miejsce).
W 2018 stacja HRT potwierdziła udział w 63. Konkursie Piosenki Eurowizji organizowanym w Lizbonie. 13 lutego ogłoszono, że reprezentantką kraju będzie Franka z piosenką „Crazy”. 8 maja wystąpiła w pierwszym półfinale konkursu i zajęła w nim 17. miejsce z 63 punktami na koncie, nie kwalifikując się do finału i zajmując tym samym najgorsze miejsce w historii udziału Chorwacji w konkursie.
6 lutego 2019 Roko Blažević z piosenką „The Dream” wygrał festiwal Dora, w którym jego mentorem był Jacques Houdek. 16 maja reprezentant wystąpił w drugim półfinale konkursu i zajął 14. miejsce z 64 punktami na koncie, nie kwalifikując się do finału.

### Lata 2020–2029
Chorwacki nadawca potwierdził udział w 65. Konkursie Piosenki Eurowizji, a swojego reprezentanta znów wybrał za pośrednictwem formatu Dora. 29 lutego w Opatii, w którym wystąpiło szesnastu uczestników: Aklea Neon, Alen Vitasović & Božidarka Matija Čerina, Bojan Jambrošić, Colonia, Damir Kedžo, Đana, Edi Abazi, Elis Lovrić, Indira Levak, Jure Brkljača, Lorena Bućan, Lorenzo, Dino Purić & Reper iz sobe, Marin Jurić Čivro, Mia Negovetić, Nikola Marjanović i Zdenka Kovačiček. Największe poparcie zdobył Damir Kedžo z utworem „Divlji vjetre”, dzięki czemu został reprezentantem Chorwacji. 18 marca organizator konkursu poinformował o odwołaniu wydarzenia z powodu pandemii COVID-19.
Stacja HRT potwierdziła udział w 65. Konkursie Piosenki Eurowizji organizowanym w Rotterdamie. Finał selekcji odbył się 13 lutego w Opatii, w którym wystąpiło czternastu uczestników: Albina, Ashley Colburn & Bojan Jambrošić, Beta Sudar, Brigita Vuco, Cambi, Ella Orešković, Eric Vidović, Filip Rudan, Mia Negovetić, Nina Kraljić, Sandi Cenov, ToMa, Tony Cetinski & Kristijan Rahimovski. Albina z piosenką „Tick-Tock” wygrała festiwal i tym samym została reprezentantką kraju w konkursie w 20221 roku. 18 maja wystąpiła w pierwszym półfinale konkursu, w którym zajęła 11. miejsce z dorobkiem 110 pkt, przez co nie awansowała do finału.

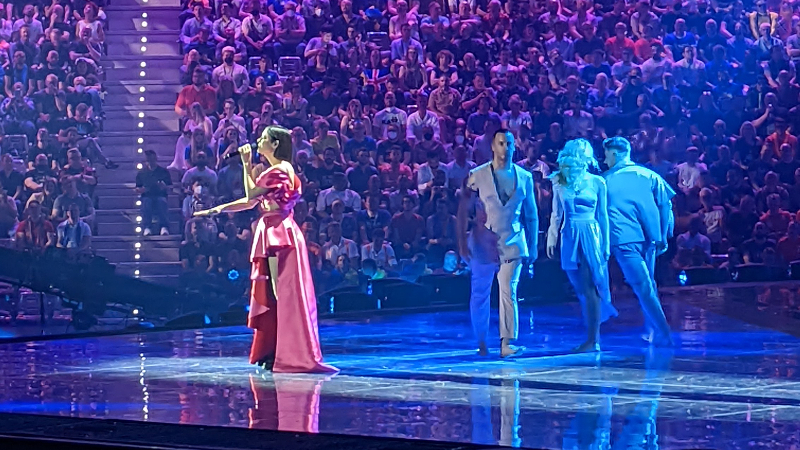
Mia Dimšić podczas 66. Konkursu Piosenki Eurowizji (2022)

W 2021 roku telewizja HRT potwierdziła udział w 66. Konkursie Piosenki Eurowizji, oraz iż reprezentant kraju zostanie wybrany 19 lutego 2022 poprzez kolejną edycję Dora. 17 grudnia 2021 ujawniono listę 14 uczestników festiwalu, na liście znaleźli się: Bernarda, Elis Lovrić, Ella Orešković, Eric Vidović, Jessa, Marko Bošnjak, Mia Dimšić, Mia Negovetić, Mila Elegović, Roko Vušković, Tia, Tina Vukov, ToMa i Zdenka Kovačiček. 10 maja Mia Dimšić wystąpiła w pierwszym półfinale konkursu, jednak nie zakwalifikowała się do finału, zajmując jedenaste miejsce z dorobkiem 75 punktów.

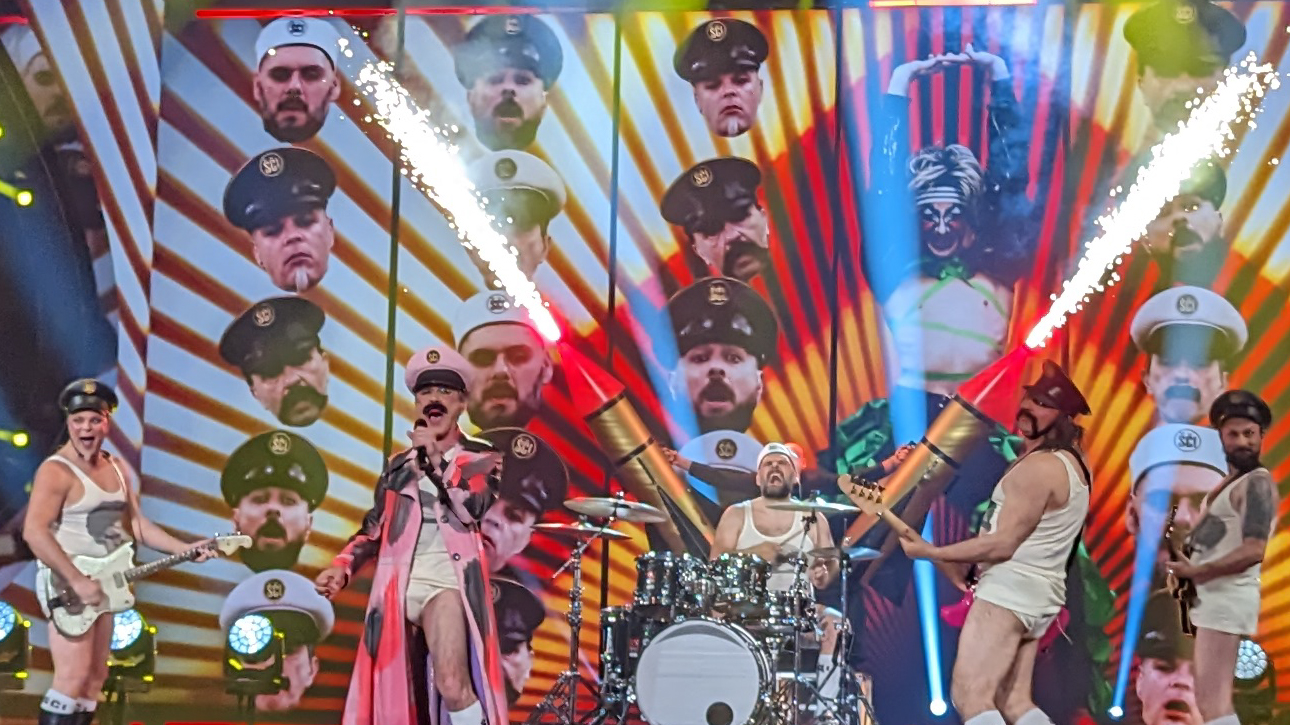
Let 3 podczas 67. Konkursu Piosenki Eurowizji (2023)

20 września 2022 chorwacki nadawca potwierdził swoją obecność podczas 67. Konkursu Piosenki Eurowizji organizowanego w Liverpoolu. Reprezentant został po raz kolejny wyłoniony za pomocą preselekcji Dora, które odbyły się 11 lutego 2023. W stawce znalazło się 18 uczestników: Barbara Munjas, Boris Štok, Damir Kedžo (niedoszły reprezentant kraju z 2020 roku), Đana, Detour, Eni Jurišić, Hana Mašić, Harmonija Disonance, Krešo and Kisele Kiše, Let 3, Maja Grgić, Martha May, Meri Andraković, Patricia Gasparini, Tajana Belina, The Splitters, Top of the Pops ft. Mario 5reković oraz Yogi. Ostatecznie zwyciężył zespół Let 3 z utworem „Mama šč!”, który wystąpił w pierwszym półfinale konkursu zajmując w nim 8. miejsce z wynikiem 76 punktów, tym samym po raz pierwszy od 2017 roku kraj awansował do finału, w którym zakończył rywalizację na 13. miejscu gromadząc 123 punktów, w tym 11 od sędziów (25. miejsce) oraz 112 od telewidzów (7. miejsce).

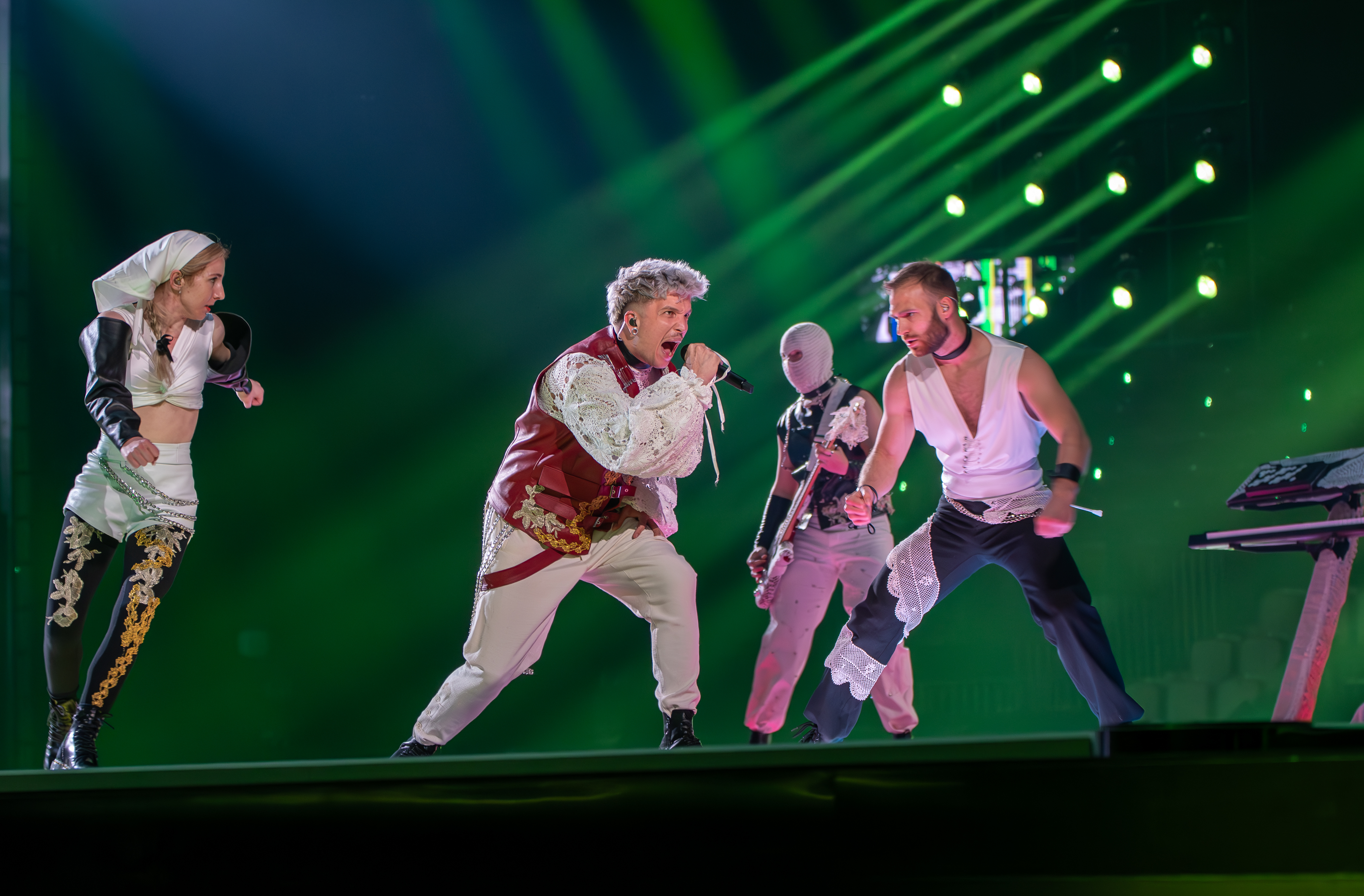
Baby Lasagna podczas 68. Konkursu Piosenki Eurowizji (2024)

14 września 2023 telewizja HRT potwierdziła udział w konkursie w 2024 roku w Malmö, wówczas zostało również potwierdzone, że reprezentant kraju zostanie ponownie wybrany za pomocą Dory, której finał odbył się 25 lutego 2024. Tym razem w stawce znalazło się 24 artystów: Alen Đuras, Let 3 (ubiegłoroczni reprezentanci kraju), Noelle, Boris Štok, Natalie Balmix, Pavel, Marcela, Erna, Vinko, Lana Mandarić, James Night, Saša Lozar, Barbara Munjas, Lara Demarin, The Splitters, Misha, ET, Lu Dedić, Zsa Zsa, Vatra, Stefany Žužić, Eugen, Mario Battifiaca feat. Robert Ferlin oraz Damir Kedžo. Ostatecznie wycofała się Zsa Zsa, a jej miejsce zajął znajdujący się jako pierwszy na liście rezerwowej Baby Lasagna z utworem „Rim Tim Tagi Dim”, który to zwyciężył festiwal z przytłaczającą przewagą punktową, tym samym stając się chorwacką propozycją na Konkurs Piosenki Eurowizji 2024. Przed samym konkursem utwór był typowany jako główny faworyt do zwycięstwa, a także zwyciężył w plebiscycie OGAE Poll. Artysta wystąpił w pierwszym półfinale i z 1. miejsca zakwalifikował się do sobotniego finału. W finale utwór zdobył 547 punktów, z czego 210 od jurorów (3. miejsce) oraz 337 od telewidzów (1. miejsce), co ostatecznie przełożyło się na 2. miejsce w klasyfikacji końcowej (przegrał jedynie ze zwycięską Szwajcarią). Jest to obecnie najlepszy wynik Chorwacji w konkursie od czasu swojego debiutu w 1993 roku.

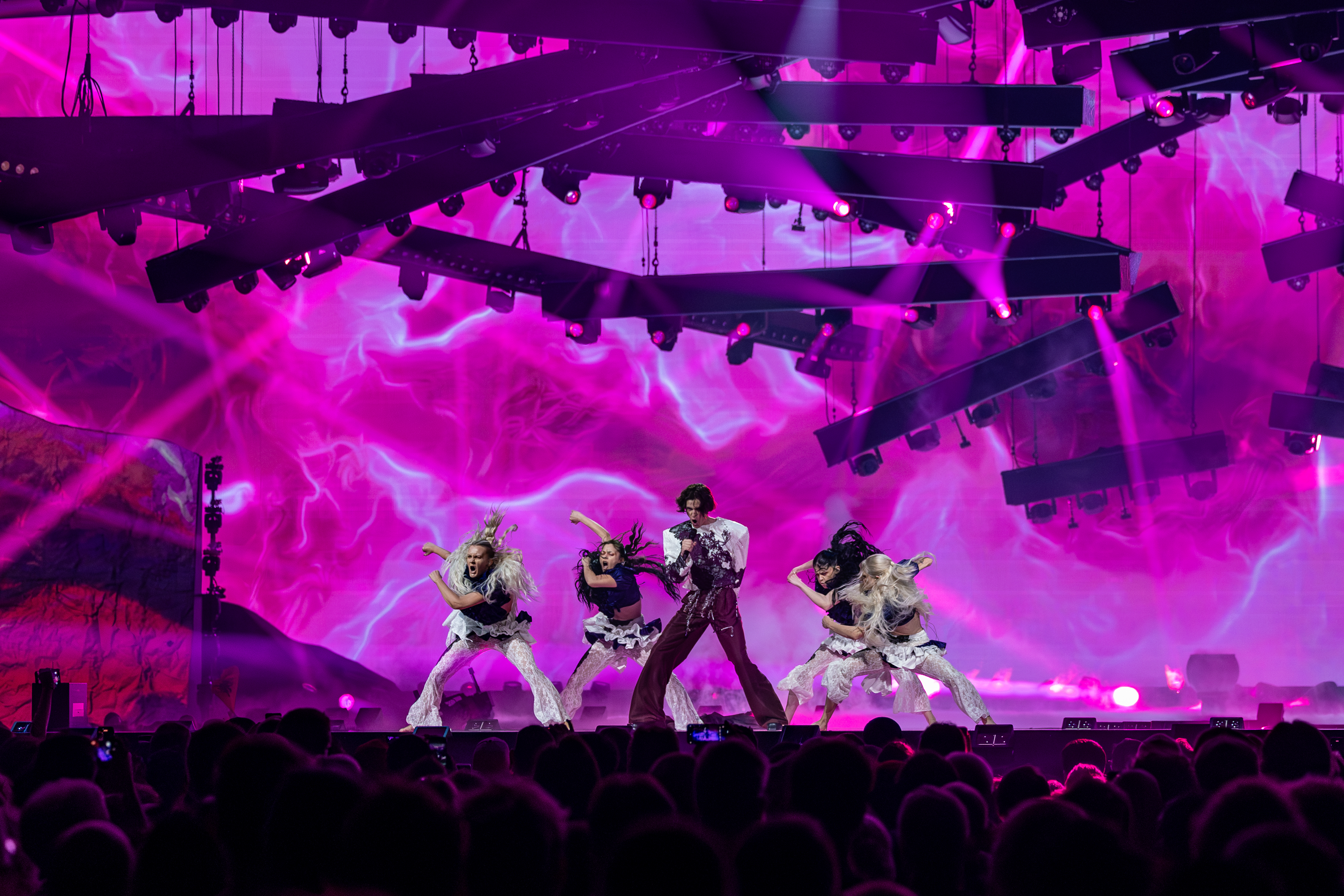
Marko Bošnjak podczas 69. Konkursu Piosenki Eurowizji (2025)

20 września 2024 chorwacki nadawca HRT potwierdził udział w 69. Konkursie Piosenki Eurowizji w Bazylei, a także otworzył zgłoszenia do kolejnej edycji Dory. 5 grudnia została ujawniona stawka preselekcyjna składająca się z 24 nazwisk: Ananda, EoT, Filomena, Irma, IVXN, Jelena Radan, Lara feat. LSQ, laurakojapjeva, LELEK, Luka Nižetić, Magazin, Marin Jurić Čivro, Marko Bošnjak, Marko Škugor, Marko Tolja, Martha May, Matt Shaft, Natalie Balmix, Natally, NIPPLEPEOPLE, Ogenj, Petar Brkljačić, Supersonic Trio oraz Teenah. 24 grudnia ze stawki wycofali się Lara feat. LSQ, a ich miejsce zajął zespół Swingers, znajdujący się na pierwszym miejscu listy rezerwowej. 7 stycznia 2025 z udziału w Dorze 2025 została zdyskwalifikowana Natalie Balmix, z kolei jej miejsce zajął Fenksta, który znajdował się jako drugi na liście rezerwowej. Finał Dory 2025 został rozegrany 2 marca, a jego zwycięzcą i tym samym reprezentantem Chorwacji został Marko Bošnjak z utworem „Poison Cake”. 13 maja wystąpił jako czternasty w pierwszym półfinale konkursu i zajął w nim 12. miejsce, tym samym nie kwalifikując się do finału.

## Uczestnictwo
Chorwacja uczestniczy w Konkursie Piosenki Eurowizji od 1993. Poniższa tabela uwzględnia nazwiska wszystkich chorwackich reprezentantów, tytuły konkursowych piosenek oraz wyniki w poszczególnych edycjach festiwalu.
| Rok                                     | Wykonawca                           | Piosenka                  | Język                | Finał            | Finał            | Półfinał                | Półfinał                |
| Rok                                     | Wykonawca                           | Piosenka                  | Język                | Miejsce          | Punkty           | Miejsce                 | Punkty                  |
| --------------------------------------- | ----------------------------------- | ------------------------- | -------------------- | ---------------- | ---------------- | ----------------------- | ----------------------- |
| 1993                                    | Put                                 | „Don’t Ever Cry”          | chorwacki, angielski | 15               | 31               | 3                       | 51                      |
| 1994                                    | Tony Cetinski                       | „Nek’ ti bude ljubav sva” | chorwacki            | 16               | 27               | Brak rundy półfinałowej | Brak rundy półfinałowej |
| 1995                                    | Magazin i Lidija                    | „Nostalgija”              | chorwacki            | 6                | 91               | Brak rundy półfinałowej | Brak rundy półfinałowej |
| 1996                                    | Maja Blagdan                        | „Sveta ljubav”            | chorwacki            | 4                | 98               | 19                      | 30                      |
| 1997                                    | E.N.I.                              | „Probudi me”              | chorwacki            | 17               | 24               | Brak rundy półfinałowej | Brak rundy półfinałowej |
| 1998                                    | Danijela Martinović                 | „Neka mi ne svane”        | chorwacki            | 5                | 131              | Brak rundy półfinałowej | Brak rundy półfinałowej |
| 1999                                    | Doris Dragović                      | „Marija Magdalena”        | chorwacki            | 4                | 118              | Brak rundy półfinałowej | Brak rundy półfinałowej |
| 2000                                    | Goran Karan                         | „Kad zaspu anđeli”        | chorwacki            | 9                | 70               | Brak rundy półfinałowej | Brak rundy półfinałowej |
| 2001                                    | Vanna                               | „Strings of My Heart”     | angielski            | 10               | 42               | Brak rundy półfinałowej | Brak rundy półfinałowej |
| 2002                                    | Vesna Pisarović                     | „Everything I Want”       | angielski            | 11               | 44               | Brak rundy półfinałowej | Brak rundy półfinałowej |
| 2003                                    | Claudia Beni                        | „Više nisam tvoja”        | chorwacki            | 15               | 29               | Brak rundy półfinałowej | Brak rundy półfinałowej |
| 2004                                    | Ivan Mikulić                        | „You Are the Only One”    | angielski            | 12               | 50               | 9                       | 72                      |
| 2005                                    | Boris Novković                      | „Vukovi umiru sami”       | chorwacki            | 11               | 115              | 4                       | 169                     |
| 2006                                    | Severina                            | „Moja štikla”             | chorwacki            | 12               | 56               | Top 11                  | Top 11                  |
| 2007                                    | Dragon Fly i Dado Topić             | „Vjerujem u ljubav”       | chorwacki, angielski | –                | –                | 16                      | 54                      |
| 2008                                    | Kraljevi ulice i 75 Cents           | „Romanca”                 | chorwacki            | 21               | 44               | 4                       | 112                     |
| 2009                                    | Igor Cukrov (feat. Andrea Šušnjara) | „Lijepa Tena”             | chorwacki            | 18               | 45               | 13                      | 33                      |
| 2010                                    | Feminnem                            | „Lako je sve”             | chorwacki            | –                | –                | 13                      | 33                      |
| 2011                                    | Daria                               | „Celebrate”               | angielski            | –                | –                | 15                      | 41                      |
| 2012                                    | Nina Badrić                         | „Nebo”                    | angielski            | –                | –                | 12                      | 42                      |
| 2013                                    | Klapa s Mora                        | „Mižerja”                 | chorwacki            | –                | –                | 13                      | 38                      |
| Brak reprezentanta w latach 2014 – 2015 |                                     |                           |                      |                  |                  |                         |                         |
| 2016                                    | Nina Kraljić                        | „Lighthouse”              | angielski            | 23               | 73               | 10                      | 133                     |
| 2017                                    | Jacques Houdek                      | „My Friend”               | angielski, włoski    | 13               | 128              | 8                       | 141                     |
| 2018                                    | Franka                              | „Crazy”                   | angielski            | –                | –                | 17                      | 63                      |
| 2019                                    | Roko                                | „The Dream”               | angielski, chorwacki | –                | –                | 14                      | 64                      |
| 2020                                    | Damir Kedžo                         | „Divlji vjetre”           | chorwacki            | Konkurs odwołany | Konkurs odwołany | Konkurs odwołany        | Konkurs odwołany        |
| 2021                                    | Albina                              | „Tick-Tock”               | angielski, chorwacki | –                | –                | 11                      | 110                     |
| 2022                                    | Mia Dimšić                          | „Guilty Pleasure”         | angielski, chorwacki | –                | –                | 11                      | 75                      |
| 2023                                    | Let 3                               | „Mama šč!”                | chorwacki            | 13               | 123              | 8                       | 76                      |
| 2024                                    | Baby Lasagna                        | „Rim Tim Tagi Dim”        | angielski            | 2                | 547              | 1                       | 177                     |
| 2025                                    | Marko Bošnjak                       | „Poison Cake”             | angielski            | –                | –                | 12                      | 28                      |

## Historia głosowania w finale (1993–2025)
Poniższe tabele pokazują, którym krajom Chorwacja przyznaje w finale najwięcej punktów oraz od których państw chorwaccy reprezentanci otrzymują najwyższe noty.
| Lp. | Kraj                 | Punkty |
| --- | -------------------- | ------ |
| 1   | Serbia               | 157    |
| 2   | Włochy               | 147    |
| 3   | Bośnia i Hercegowina | 144    |
| 4   | Słowenia             | 118    |
| 5   | Ukraina              | 96     |

| Lp. | Kraj                 | Punkty |
| --- | -------------------- | ------ |
| 1   | Słowenia             | 155    |
| 2   | Bośnia i Hercegowina | 115    |
| 3   | Malta                | 91     |
| 4   | Macedonia Północna   | 77     |
| 5   | Austria              | 76     |

## Faworyt OGAE
Międzynarodowe stowarzyszenie fanów Konkursu Piosenki Eurowizji OGAE rokrocznie od 2007 przeprowadza ankietę, w której każdy krajowy klub oraz OGAE Reszta Świata głosuje na wszystkie piosenki zgłoszone do konkursu przy użyciu tzw. systemu eurowizyjnego (1-7, 8, 10 i 12 punktów dla 10 najwyżej ocenionych utworów; klub nie może głosować na propozycję z własnego kraju). Poniższy spis prezentuje chorwackich zwycięzców plebiscytu:
| Rok  | Artysta      | Piosenka           | Autor(zy)     |
| ---- | ------------ | ------------------ | ------------- |
| 2024 | Baby Lasagna | „Rim Tim Tagi Dim” | Marko Purišić |